# اچ‌ام‌ای‌اس هوبرت (دی۶۳)
اچ‌ام‌ای‌اس هوبرت (دی۶۳) (به انگلیسی: HMAS Hobart (D63)) یک کشتی بود که طول آن ۵۶۲ فوت ۳ اینچ (۱۷۱٫۳۷ متر) بود. این کشتی در سال ۱۹۳۴ ساخته شد.